# Orme
Orme is een plaats (town) in de Amerikaanse staat Tennessee, en valt bestuurlijk gezien onder Marion County.

## Demografie
Bij de volkstelling in 2000 werd het aantal inwoners vastgesteld op 124.
In 2006 is het aantal inwoners door het United States Census Bureau geschat op 119, een daling van 5 (-4,0%).

## Geografie
Volgens het United States Census Bureau beslaat de plaats een oppervlakte van
10,8 km², geheel bestaande uit land. Orme ligt op ongeveer 258 m boven zeeniveau.

## Plaatsen in de nabije omgeving
De onderstaande figuur toont nabijgelegen plaatsen in een straal van 16 km rond Orme.